# Inostemma ambilobei
Inostemma ambilobei är en stekelart som först beskrevs av Jean Risbec 1955.  Inostemma ambilobei ingår i släktet Inostemma och familjen gallmyggesteklar. Inga underarter finns listade i Catalogue of Life.